# Pléiade berlinoise
Cet article utilise la notation algébrique pour décrire des coups du jeu d'échecs.
Pour les articles homonymes, voir Berlinoise, École de Berlin et Pléiade.
La Pléiade berlinoise est le nom donné à un groupe de sept champions d'échecs constitué à Berlin au milieu du XIXe siècle.

## Histoire
La capitale de la Prusse vit naître à partir de 1800 plusieurs clubs d'échecs, dont le plus célèbre était situé au Blumengarten. Les maîtres issus de ce milieu de joueurs réguliers formèrent un cénacle baptisé la Pléiade berlinoise. Ils firent école et enrichirent l'art des échecs en concevant une méthode d'analyse scientifique du jeu, et en élaborant une nouvelle ouverture, la célèbre défense berlinoise, basée sur la contre-attaque du pion-roi des blancs par le Cavalier en f6 dans la partie espagnole.

## Composition
Les sept maîtres composant la Pléiade berlinoise étaient :
- Le professeur de mathématiques Ludwig Bledow (1795-1846)
- L'artiste peintre Karl Schorn (1803-1850)
- L'artiste peintre Bernhard Horwitz (1808-1885)
- Le juriste Carl Mayet (1810-1868)
- Le fonctionnaire administratif Wilhelm Hanstein (1811-1850)
- L'officier Paul Rudolf von Bilguer (1815-1840)
- Le diplomate et baron Tassilo von der Lasa (1817-1899).

Les membres de la Pléiade berlinoise.

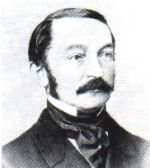
Ludwig Bledow
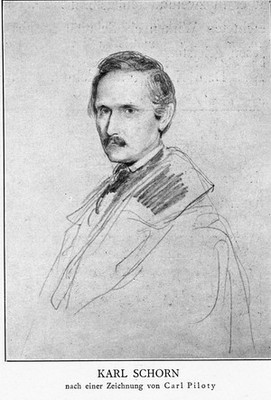
Karl Schorn
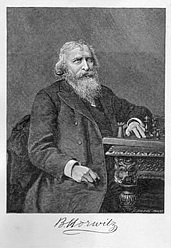
Bernhard Horwitz
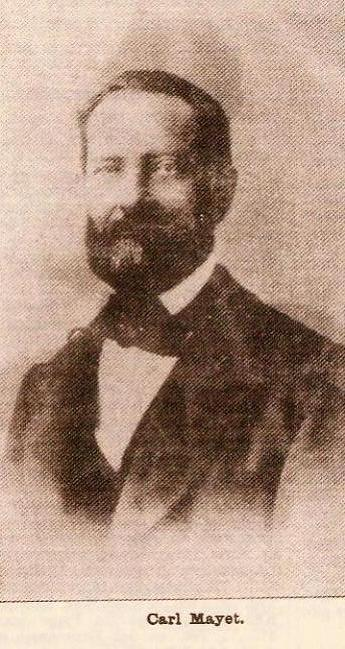
Carl Mayet
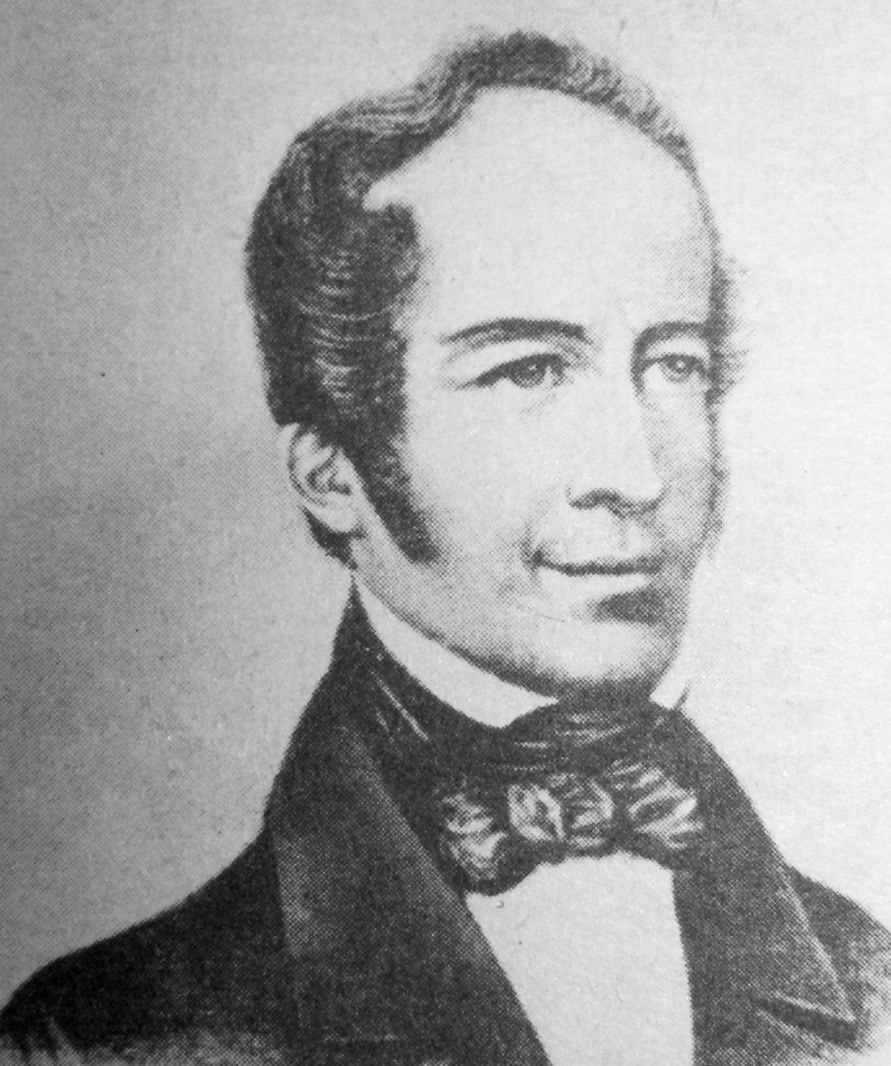
Wilhelm Hanstein
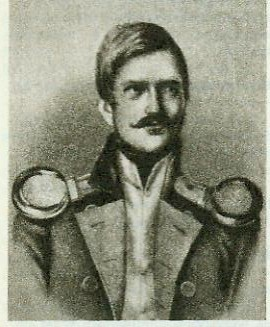
Paul Rudolf von Bilguer
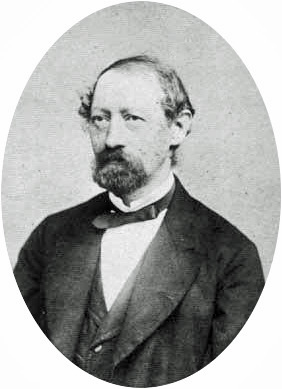
Tassilo von der Lasa

Il n'existe aucune image connue de Wilhelm Hanstein.

## Société d'échecs de Berlin
Les membres de la Pléïade sont à l'origine du développement très rapide et de la place prépondérante de la Société d'échecs de Berlin, dont ils sont tous membres.